# 瀬古由起子
瀬古 由起子（せこ ゆきこ、1947年（昭和22年）8月24日 - ）は、日本の元政治家。日本共産党所属の元衆議院議員（2期）。
党中央委員、党愛知県委員会副委員長を経て、日本共産党名誉役員。夫はNPO日本ふるさと村村長の瀬古悦生。

## プロフィール
大阪市に生まれ、大阪府立住吉高等学校を卒業後、京都府立大学家政学部福祉学科に入学。在学中に日本共産党に入党。1970年（昭和45年）卒業後、精神科病院の医療ソーシャルワーカーとして就職。1971年3月1日付けの朝日新聞に取り上げられる。
その後、1974年（昭和49年）瀬戸市議会議員に当選し4期14年務め、1989年（平成元年）の第15回参議院議員通常選挙（愛知県選挙区）に出馬するが落選。1990年（平成2年）の第14回通常選挙愛知県選挙区補欠選挙も落選。1992年（平成4年）の第16回通常選挙（愛知県選挙区）落選。
1993年（平成5年）の第40回衆議院議員総選挙落選（旧愛知6区）。1996年（平成8年）第41回総選挙で初当選（比例東海ブロック）。2000年（平成12年）第42回総選挙で再選され（比例東海ブロック）、衆議院議員に連続2期在任。2003年（平成15年）第43回総選挙落選（比例東海ブロック）。2005年（平成17年）第44回総選挙、2009年（平成21年）第45回総選挙と比例東海ブロックでいずれも国政復帰ならず。
性同一性障害特例法の発案者の一人でもある（法務委員をしていたときに関与）。
2010年（平成22年）1月 常任活動家を退職。日本共産党名誉役員となる。三重県大紀町に移住し「NPO法人大紀町日本一のふるさと村」の運営する「ふるさと村」の女将に就任。

## 政策
- 選択的夫婦別姓制度導入に賛成[10]。「氏名は人格権であり、制度導入は急務」としている。

## 著作
- 『もういいかい? : ハンセン病と私』光陽出版社、2003年。